# Sela pri Štravberku
Sela pri Štravberku este o localitate din comuna Novo mesto, Slovenia, cu o populație de 7 locuitori.